# Eriocaulon nepalense
Eriocaulon nepalense là một loài thực vật có hoa trong họ Eriocaulaceae. Loài này được Prescott ex Bong. mô tả khoa học đầu tiên năm 1831.